# Amadou Bamba
Ahmadou Bamba, o Khadimou Rassoul (servidor del profeta), siendo su nombre completo Sheij Ahmad ibn Muhammad ibn habīb Allāh (Mbacke Baol, 1853-19 de julio de 1927), fue un teólogo musulmán morabito del Senegal, sus compatriotas lo llaman Shayj. fue una persona muy relevante durante la colonización francesa y dentro del Islam creó una escuela denominada muridismo y lo sucedieron Sheij Muhamadu Mustafa Mbacké, Sheij Muhamadu Fadilu Mbacké y actualmente[¿cuándo?] Sheij Abdul Ahad Mbacké en su puesto de Shayj.
También es llamado Serigne Touba (el señor de Touba).

## Biografía
Nacido en Mbacke-Baol, una ciudad fundada por su bisabuelo Maharame Mbacké en el reino de Baol, el hijo del marabout de la cofradía de Xaadir – el más antiguo de Senegal – Mame Momar Anta Sali Mbacké, y Mame Diarra Bousso, Amadou Bamba era un musulmán sufí ascético y místico que se escribió en el tawhid, la jurisprudencia y la tassawouf, así como en la gramática. También es autor de numerosos fatwas en Senegal y Mauritania (en particular, en la teología islámica y la recitación del corán). La mayor parte de su obra escrita es mística y dedicada principalmente a la glorificación de Dios, la oración y la alabanza del Profeta Muhammad (Mahoma). 
Ahmadou Bamba predicó con el éxito y la paz, y prometió la salvación a sus seguidores que hubieran cumplido con sus recomendaciones, que son las de Dios y las de su profeta en el islam, Mahoma. 
Fundó la ciudad de Touba (Senegal) en el año de 1887. Fue detenido por las autoridades coloniales y encerrado en la prisión de Saint-Louis, en la sede del gobernador de la AOF (África occidental francesa), antes de enviarlo al exilio, en 1895, en Gabón. La administración colonial justificó su decisión diciendo: "está claro en el informe que se podría plantear en contra de Ahmadou Bamba no la predicación de una guerra santa, pero su actitud y sus acciones, y especialmente las de sus principales estudiantes, son en todo punto sospechosas". Volvió a Dakar, en 1902, después de siete años y nueve meses de exilio en Gabón en la selva ecuatorial, y fue aclamado por la multitud mientras muchos pensaban que estaba muerto. La administración colonial intentó detenerlo de nuevo mediante el envío de los escaramuzadores y spahis, pero sus discípulos (talibé) lo protegieron. Finalmente fue arrestado al año siguiente (1903) y dirigió por cuatro años en Mauritania. 
Después de 1910 las autoridades francesas han dado cuenta de que el Jeque Ahmadou Bamba no quería la guerra. Por lo tanto, desde la doctrina de Cheikh Ahmadou Bamba sirve, se deciden a colaborar con él. Serigne Touba rechazó la Legión de honor. Su movimiento ganó impulso en 1926, cuando comenzó la construcción de la Gran Mezquita de Touba, donde está enterrado. Su tumba es un lugar de peregrinación. Después de su muerte la hermandad de los Mourides fue dirigida, con una autoridad absoluta sobre sus discípulos, por sus herederos. 
Cada año se celebra el Gran Magal de Touba, coincidiendo con la fecha de comienzo del exilio de Cheikh Ahmadou Bamba, una misión que le fue ordenada. Esta celebración se lleva a cabo también en los países donde hay migración senegalesa, y es un momento para recordar al profeta y compartir con todas las personas de la comunidad en donde se asientan. Se celebra que el eterno sirviente del profeta ha aceptado esta misión para salvar a la humanidad y mostrar al mundo el islam. Lo confirma en sus declaraciones: "Si no fuera por los hijos de Adán, nunca me iba a pasar una sola noche en la tierra. No abuso de mi condición de hombre negro para no tomar ventaja de mí; yo soy el eterno sirviente del profeta para siempre." Él dice en sus comentarios: "Dios me ha dado la orden de proclamar que soy un asilo, y de último recurso, y cualquier persona que quiere la felicidad aquí y en el más allá debe buscar refugio en mí".